# 팬텀 오브 더 킬
팬텀 오브 더 킬(Phantom of the Kill, ファントム オブ キル)은 Fuji&gumi Games에서 개발하고 Gumi에서 출시한 iOS 및 안드로이드 휴대폰과 태블릿용 모바일 전략 롤플레잉 비디오 게임이다. 2014년 10월 23일 일본에서 처음 출시된 이 게임은 비디오 게임의 파이어 엠블렘 시리즈와 유사한 게임 플레이를 제공한다. 글로벌 버전은 2016년 5월에 출시되었지만 나중에 2018년 중반에 종료되었다. 일반적으로 비평가들은 게임 플레이를 칭찬하지만 게임 플레이와 관련된 로딩 및 반복을 비판하는 등 엇갈린 평가를 받았다.

## 게임플레이
이 게임은 닌텐도의 파이어 엠블렘 비디오 게임 시리즈의 핵심 게임 플레이와 유사하게 진행되며 모바일 게임에서 흔히 볼 수 있는 소셜 네트워크 게임의 요소를 결합한다. 이 게임에서는 플레이어가 체스와 같은 이동 요구 사항에 따라 그리드를 가로질러 캐릭터를 이동하고 턴 기반 전투에서 컴퓨터 제어 캐릭터로 구성된 상대 팀과 싸우는 것이 포함된다. 캐릭터가 전투에서 충분한 피해를 입으면 전장에서 제거되고 남은 플레이어가 있는 팀이 승리한다. 게임에는 영구 사망이 없지만, 패배한 캐릭터는 장착한 아이템을 잃는다.

## 평가
| 평가                                     |       |
| ---------------------------------------- | ----- |
| 평론 점수 평론사 점수 터치아케이드 [ 1 ] |       |
| 평론 점수                                |       |
| 평론사                                   | 점수  |
| 터치아케이드                             | [ 1 ] |